# Секретна служба США
Секретна служба США — федеральне агентство США, підпорядковане міністерству внутрішньої безпеки США (введено у підпорядкування в 2003, до цього було підпорядковане міністерству фінансів США).

## Сфера діяльності
Основними завданнями Секретної служби США є запобігання підробці американських грошей, боргових зобов'язань, інших цінних документів, а також охорона президента США, віце-президента США, їх безпосередніх родичів, інших високопоставлених чиновників, колишніх президентів і їх родини, кандидатів у президенти і віце-президенти, представників іноземних держав під час їхніх візитів. Також секретна служба займається розслідуванням різних видів фінансових махінацій, крадіжок особистих даних і допомагає розслідувати деякі внутрішні злочини.

## Історія

### Створення
Ідея створення секретної служби США була озвучена вранці 14 квітня 1865, коли до президента США Авраама Лінкольна прийшов міністр фінансів Х'ю Маккалаф. Х'ю заявив, що через розгул фальшивомонетників в країні можливий фінансовий крах. Як основний спосіб боротьби з ними він запропонував створити спеціальну структуру для вилучення фальшивих грошей з обігу і переслідування тих, хто ці гроші виробляє. Президент вислухав міністра і розпорядився створити таку структуру, яку назвали Секретною службою міністерства фінансів. Увечері того ж дня, президент Лінкольн був вбитий актором Джоном Бутом в Театрі Форда в Вашингтоні.

### Охорона президента
Незважаючи на вбивство президента Лінкольна в результаті замаху, ідеї про необхідність служби, що займається охороною президента, висунуто не було. Тільки після вбивства президента Вільяма Мак-Кінлі в 1901, стурбовані тим, що сталося конгресмени виступили з проханням до Секретної служби (на той момент це була єдина федеральна спецслужба) зайнятися охороною президента США.
Офіційно захист перших осіб держави став функцією секретної служби в 1902, коли на захист президента було виділено 2 спеціальних агента секретної служби. І вже 3 вересня загинув перший агент, що захищав президента. О 10:15 ранку президент Теодор Рузвельт, перебуваючи в двотижневому турі по Новій Англії, їхав на машині з ділового району Піттсфільда в Піттсфільдський заміський клуб і зіткнувся з трамваєм. В результаті лобового зіткнення Рузвельт, губернатор Массачусетсу Вінтроп Крейн, помічник президента Брюс Джордж Кортлю та охоронець Вільям Крейг були викинуті на проїжджу частину. Вільям Крейг загинув, всі інші залишилися живі.
Ще одна загибель спеціального агента секретної служби, Леслі Коффельта, сталася в результаті замаху на президента Гаррі Трумена в 1950. Тоді в Білому домі йшов ремонт, і Гаррі Трумен тимчасово переїхав у Блер-хаус, що знаходиться через дорогу від Білого дому. Два пуерториканських націоналісти Оскар Кольясо та Грізель Торресола відкрили вогонь по співробітниках поліції Білого дому (White House Police Force) (так тоді називався підрозділ що відповідав за безпеку президента, зараз називається — Secret Service Uniformed Division). Смертельно поранений з 9-мм «Люгера» в грудну клітку і живіт, охоронець Леслі Коффелт відкрив у відповідь вогонь і вбив одиночним пострілом в голову Грізеля Торресолу. Кольясо був поранений і заарештований, після чого був засуджений на 29 років і повернувся в Пуерто-Рико після того як вийшов на свободу у 1979 році.

### Інші спецслужби створені на основі Секретної служби
З самого початку свого існування (офіційно — 5 липня 1865) і до початку 1930-х років секретна служба була чи не єдиною федеральної спецслужбою. І тому, як тільки виникали якісь проблеми на території США або за її межами — зверталися саме до Секретної служби США. Більшість сучасних служб утворилося при безпосередній участі Секретної служби. Наприклад в 1908 Теодор Рузвельт розпорядився передати кількох спеціальних агентів у розпорядження міністерства юстиції, і ця група агентів згодом отримала назву «Федеральне бюро розслідувань» (англ. Federal Bureau of Investigation (FBI) — ФБР). В 1915 президент Вудро Вільсон доручив секретній службі займатися розслідуванням всіх випадків шпигунства в США, а в 1940-х роках вона допомагала в створенні Управління стратегічних служб, яке потім стало центральним розвідувальним управлінням (англ. Central Intelligence Agency (CIA) — ЦРУ). Також не без участі секретної служби були створені і спецслужби з контролю за продажем алкоголю, тютюнових виробів та вогнепальної зброї (англ. Bureau of Alcohol, Tobacco, Firearms, and Explosives (ATF)) та Управління боротьби з наркотиками (англ. Drug Enforcement Administration (DEA)). Подібних прикладів використання кадрів секретної служби багато, одним з останніх є перехід директора Секретної служби Ральфа Беша в Прикордонно-митну службу США (англ. US Customs and Border Protection (CBP)).

## Функції
У секретній службі США працює приблизно 5000 чоловік: 2100 спеціальних агентів, 1200 поліцейських, та 1700 технічних і адміністративних працівників. Спеціальні агенти служать охоронцями офіційних осіб або розслідують фінансові злочини.
У законі 91-217, прийнятому в 1970 році сказано, що секретна служба забезпечує охорону:
- Комплексу Білого дому, головної будівлі казначейства, та інших будівель, в яких розміщуються служби президента США або його резиденції;
- Резиденції віцепрезидента США в Вашингтоні;
- Президента і членів його родини;
- Віце-президента і членів його родини;
- Іноземних дипломатичних представництв у Вашингтоні і в інших містах;
- Кандидатів у президенти і віце-президенти США від Республіканської та Демократичної партій на час передвиборчої кампанії.

Підрозділ поліції Секретної служби було сформовано в 1922 році під назвою поліції Білого дому (англ. White House Police Force); в 1930 році воно було підпорядковане голові Секретної служби, в 1971 перейменовано в Службу захисту виконавчої влади (англ. Executive Protective Service), а в 1979 — в Уніформенний відділ Секретної служби (англ. United States Secret Service Uniformed Division). У завдання підрозділу поліції входить фізична охорона території Білого дому та іноземних дипломатичних місій в Вашингтоні. Співробітники підрозділу несуть службу в поліцейській формі; в цьому вони схожі на поліцію Капітолія (англ. United States Capitol Police), яка охороняє порядок в центральній частині Вашингтона.
В 1968, після вбивства кандидата в президенти Роберта Кеннеді, конгрес санкціонував захист кандидатам в президенти і віцепрезиденти від Республіканської та Демократичної партій (закон 90-331). Конгрес також санкціонував захист вдови президента (довічний або до одруження) та їх дітям, поки вони не досягнуть 16-ти років.
В 1994 конгрес прийняв законопроєкт, згідно якому всі президенти, які будуть обрані після 1 січня 1997, охоронятимуться секретною службою протягом 10 років після їх президентства. Президенти, що стали такими до 1 січня, отримують довічну охорону (Закон про бюджетні асигнування 1995 року: Закон 103–329).
Служба також розслідує фальсифікації державних документів, підробку грошових еквівалентів (наприклад дорожніх чеків), комп'ютерні шахрайства (обманні схеми, обманні прохання благодійності) та підробку кредитних карток.
Секретна служба займається охороною правопорядку в Інтернеті і стежить за дотриманням комп'ютерного законодавства. Вони створили мережу з 15 підрозділів боротьби з кіберзлочинністю (англ. Electronic Crimes Task Forces (ECTF)) по всій території США. Ці підрозділи взіємодіють зі службами, правоохоронними органами (федерального рівня, рівня штату, локальними), приватним сектором, академічною спільнотою та виявляють і запобігають кіберзлочинам.
В 1998 президентським указом 62, підписаним Біллом Клінтоном, Секретна служба США стає федеральним агентством, відповідальним за безпеку під час національних заходів (англ. National Special Security Events (NSSE)), що вимагають прийняття особливих заходів безпеки. До таких належать інавгурація президента, державні похорони, з'їзди політичних партій, а також ті заходи, яким буде надано такий статус.
Для підвищення ефективності роботи Секретної служби, 1 березня 2003 вона була передана з підпорядкування міністерства фінансів у підпорядкування міністерству національної безпеки.

## Поведінка і зовнішній вигляд
Агенти секретної служби, виконують функції охоронців, одягаються в одяг, що підходить для кожного конкретного випадку. У більшості випадків це консервативний діловий костюм темного кольору. Фотографи часто фотографують їх у сонцезахисних окулярах і з комунікаційним навушником. У агентів підрозділу поліції Білого дому є кілька стандартних видів уніформи: стандартна уніформа охорони Білого дому, поліцейська уніформа для слідчого, робочий одяг та розпізнавальний жилет для членів протиснайперского підрозділу.
Однією з важливих складових поведінки агентів секретної служби є їх «невидимість», тобто вони не повинні привертати до себе увагу, у жодному разі не повинні заважати чим-небудь особі, яку охороняють, але при цьому завжди бути напоготові і стежити за навколишнім оточенням. Багато спецслужб світу запозичили методи роботи секретної служби США. Так, наприклад, саме американська секретна служба першою почала їздити на підніжках президентських лімузинів чи, якщо дозволяє швидкість — бігти поруч з ним. Стиль поведінки і одяг агентів Секретної служби також дуже часто копіюється іноземними спецслужбами.

## Допомога Секретної служби під час терактів 11 вересня
Відразу після терористичної атаки 11 вересня на Всесвітній торговий центр Секретна служба США розгорнула свій польовий офіс за адресою 7 World Trade Center. Безпосередньо після атаки спеціальні агенти та інші працівники Секретної служби перебазувалися в цей польовий офіс і першими почали надавати першу допомогу постраждалим. 67 спеціальних агентів офісу допомагали локалізувати вогонь і записувалися в поліцейські групи для евакуації людей з веж-близнюків. Під час рятувальних операцій загинув один спеціальний агент, капітан секретної служби США Крейг Міллер.
20 серпня 2002, 67 спеціальних агентів і багато інших працівників Секретної служби США, які брали участь у порятунку людей, були нагороджені директором Секретної служби Браяном Стаффордом за проявлений героїзм та мужність.

## Секретна служба вкінематографі
Образ безстрашного героя Секретної служби США часто використовують в сучасному кінематографі. Найбільш яскравими представниками є:
- Особистий охоронець (Кевін Костнер, Вітні Г'юстон) — Головний герой фільму є колишнім агентом Секретної служби, що покинув її після того, як не зміг уберегти Президента від загибелі в результаті замаху з причини своєї відсутності на місці події.
- 24 — в сценах за участю Президента США регулярно показуються спеціальні агенти Секретної служби США.
- Літак президента — бойовик з Гаррісоном Фордом в головній ролі. Банда російських терористів захоплює і утримує літак з родиною президента з заручниках. Один з агентів Секретної служби США виявляється зрадником і працює на терористів.
- І прийшов павук — детективний роман і фільм.
- У гонитві за свободою — 18-річна дочка президента США Ганна Фостер (Менді Мур) в Європі тікає від таємних урядових агентів Секретної служби США.
- Дейв — фільм розповідає про дружні стосунки між президентом (Кевін Клайн) і його агентом Секретної служби США (Вінг Реймс).
- Перша дочка — фільм, в якому донька президента (Кеті Холмс), втомилася від того що за нею весь час стежать і зажадала прибрати охорону. Президент вирішує впровадити агента в коло довіри доньки.
- Охоронець Тесс — фільм про те, як агент Секретної служби охороняє вдову колишнього президента США.
- На лінії вогню — фільм про поєдинок між агентом Секретної служби (у головній ролі Клінт Іствуд), який свого часу невдало охороняв Джона Кеннеді і професійним вбивцею, який збирається вбити президента.
- Перекладачка — Ніколь Кідман грає роль перекладачки в ООН в Нью-Йорку. І коли її життя опиняється в небезпеці до неї прикріплюють охорону з Секретної служби США.
- Вбивство у Білому домі — в будівлі Білого дому виявлена вбита жінка, колишній секретар. Розслідування доручено поліцейському детективові Харлану Ріджісу, до цього не пов'язаному з урядовими і секретними службами. Саме з останніми він натикається на стіну глухого мовчання.
- Західне крило — популярний серіал про західне крило Білого дому з Мартіном Шином в ролі президента. Серіал показує безліч різних ситуацій за участю Секретної служби США.
- Дикий, дикий Вест — пародійний вестерн з Віллом Смітом і Кевіном Клайном в головних ролях. У фінальній сцені Президент оголошує Сміта і Клайна першими агентами Секретної служби США.
- Втеча — альтернативний образ агента охорони президента.
- Склад 13 — агенти секретної служби США грають головні ролі.
- Охоронець — фільм за участю Майкла Дугласа та Секретної служби США.
- Точка обстрілу — показана робота співробітників Секретної служби США з охорони президента під час його візиту до Іспанії.
- Дежа Вю — агент Дак Карлін (Дензел Вашингтон)
- Останній бойскаут — головний герой, якого грає Брюс Вілліс — колишній охоронець Секретної служби, колись захистив собою Президента США від пострілу, згодом пішов зі служби через особисту сварку з Президентом і став приватним детективом.
- Падіння Олімпу, Падіння Лондона та Падіння Янгола — гостросюжетні бойовики, головний герой яких (актор Джерард Батлер) — агент Секретної служби США.